# Brachylomia draesekei
Brachylomia draesekei är en fjärilsart som beskrevs av Max Wilhelm Karl Draudt 1950. Brachylomia draesekei ingår i släktet Brachylomia och familjen nattflyn. Inga underarter finns listade i Catalogue of Life.